# Дмитро Благоєв
Дмитро́ Благо́єв Николов (болг. Димитър Благоев Николов; *14 червня 1856, Загоричани — †7 травня 1924) — засновник і керівник Болгарської комуністичної партії.

## Біографія
Народився в селі Загоричанах Костурської околії (Греція). В юнацькі роки брав участь у національно-визвольній боротьбі проти Туреччини. Освіту здобув у Російській імперії: середню — в Одесі, вищу — в Петербурзі. Через студентські організації Благоєв зв'язався з російським революційним рухом, під впливом якого формувались його ідейно-політичні погляди. В Росії Благоєв почав вивчати марксизм і заснував одну з перших марксистських організацій (див. Благоєвська група). 1885 Благоєв був заарештований і висланий до Болгарії. Підтримуючи зв'язки з російськими революційними організаціями, в тому числі з ленінською газетою «Іскра», Благоєв став першим пропагандистом ідей соціалізму в Болгарії. Переклав на болгарську мову ряд творів К. Маркса. 1891 заснував болгарську соціал-демократичну партію. 1903 в результаті розколу з «широкими» (правими соціал-демократами) під керівництвом Благоєва створилася революційна болгарська робітнича соціал-демократична партія «тісних соціалістів». Спираючись на досвід російського революційного руху і твори В. І. Леніна, Благоєв боровся з болгарськими народниками, ревізіоністами, опортуністами; він написав багато праць, спрямованих проти ідеалізму та суб'єктивізму в поясненні суспільних явищ.
У праці «До історії соціалізму в Болгарії» (1906) Благоєв з марксистських позицій проаналізував історію Болгарії і болгарського робітничого руху. З 1897 до 1923 Благоєв редагував теоретичний журнал партії «Ново време». Беручи участь в редагуванні журналів «Ден», «Дело» і газет «Работник», «Социалист», Благоєв друкував у них статті про завдання і тактику партії, відстоював і пропагував марксистську філософію. Близько 8 років Благоєв присвятив педагогічній роботі, був одним з засновників прогресивних учительських організацій, редактором «Вестник на учителското дружество», склав програму болгарської марксистської партії з питань освіти. В літературно-критичних працях розробляв важливі проблеми теорії естетики, обстоював виховне значення мистецтва, розвиваючи традиції болгарської і російської революційно-демократичної критики, боровся за утвердження реалізму в болгарській літературі. Благоєв викривав імперіалістичний характер першої світової війни і зрадницьку роль 2-го Інтернаціоналу. Він з захопленням зустрів Жовтневий переворот в Росії і був щирим другом Радянської країни. Керована Благоєвим партія «тісняків» порвала з 2-м Інтернаціоналом і стала одним з засновників 3-го Інтернаціоналу. В травні 1919 партія «тісняків» була перетворена в Комуністичну партію Болгарії.